# Crocidura ludia
Crocidura ludia és una espècie d'eulipotifle de la família de les musaranyes (Soricidae) que viu al Camerun, a la República Centreafricana i a la República del Congo.